# Mark Warner
Mark Robert Warner (ur. 15 grudnia 1954 w Indianapolis) – amerykański polityk, działacz Partii Demokratycznej, były gubernator stanu Wirginia, a obecnie senator USA.

## Wczesne lata
Urodził się w Indianapolis w stanie Indiana. Długi czas mieszkał w Vernon w stanie Connecticut. Studiował na George Washington University w Waszyngtonie, który ukończył w 1977, zostając pierwszą osobą w rodzinie z wyższym wykształceniem. Uczył się dalej, kończąc w 1980 Harvard, gdzie studiował prawo.
We wczesnych latach 80. służył w administracji Senatu Stanów Zjednoczonych, co było dlań dobrą szkołą polityczną. W tym też czasie przeniósł się do Wirginii.
W 1989 pracował dla ubiegającego się o stanowisko gubernatora Douga Wildera, który został w 1990 pierwszym Afroamerykaninem wybranym na stanowisko stanowego gubernatora w USA.
W 1996 bez powodzenia ubiegał się o miejsce w Senacie konkurując z Johnem Warnerem (zbieżność nazwisk jest przypadkowa). Pojedynek ten wszedł do historii jako Warner vs. Warner.

## Gubernator
W 2001 ubiegał się o stanowisko gubernatora jako „demokrata centrowy”. Wybory wygrał, pokonując republikańskiego prokuratora generalnego Marka Earleya większością ok. 100 tys. głosów. W tych samych wyborach Tim Kaine został obrany wicegubernatorem, zaś Jerry Kilgore prokuratorem generalnym. Jako gubernator Warner był popularny.

## Kandydat do Senatu
Był wymieniany jako potencjalny kandydat na stanowisko prezydenta Stanów Zjednoczonych w 2008, ale zrezygnował, ubiegając się zamiast tego o miejsce w Senacie z Wirginii w miejsce ustępującego Johna Warnera. Były gubernator, który prowadził zdecydowanie w sondażach nad Jimem Gilmore'em został wybrany 4 listopada i objął fotel senacki w styczniu 2009.